# Сапожников, Владимир Владимирович (хоккеист)
Владимир Владимирович Сапожников (род.2 августа 1982) — российский хоккеист, защитник. Мастер спорта России.
Воспитанник северского хоккея. На высшем уровне провёл только две игры — в чемпионате Белоруссии 2004/05 за «Юность» Минск.
Чемпион мира среди молодёжных команд 2002.
Завершил карьеру в 22 года из-за травм.
Работал детским тренером в командах «Янтарь», «Смена» Северск. С 2017 года — ведущий тренер по защитникам в системе «СКА-Стрельна».